# Йоханссон, Реджинальд
Реджинальд Карори Хенри Йоханссон (англ. Reginald Karori Henry Johansson, 27 ноября 1925, Веллингтон, Новая Зеландия — 20 июня 2007, там же) — новозеландский хоккеист (хоккей на траве), защитник.

## Биография
Реджинальд Йоханссон родился 27 ноября 1925 года в новозеландском городе Веллингтон.
Играл за сборную Новой Зеландии по хоккею на траве в 1950—1956 годах.
В 1956 году вошёл в состав сборной Новой Зеландии по хоккею на траве на Олимпийских играх в Мельбурне, занявшей 6-е место. Играл на позиции защитника, провёл 3 матча, забил (по имеющимся данным) 3 мяча (два в ворота сборной ОГК, один — Пакистану).
Умер 20 июня 2007 года в Веллингтоне.